# 沈阳秋林公司旧址
沈阳秋林公司旧址位于中国辽宁省沈阳市和平区中山路90号，为典型的沙俄时期欧式建筑，今为新宇三宝名表沈阳秋林店。该公司起源于1906年由白俄罗斯商人伊万·雅科夫列维奇·秋林所创办的沈阳秋林洋行，为沈阳最早的现代百货商场之一，原址位于沈阳城内中街鼓楼北，1925年迁至现址（原商埠地附近的南泥洼处），2007年由上海新宇钟表集团购入并重新装修。